# Predigtstuhl (Wetterstein)
Der Predigtstuhl, oft auch Predigtstein genannt, ist ein 2234 m ü. A. hoher Berg der Südseite des Wettersteingebirges im österreichischen Bundesland Tirol. Er liegt unterhalb des Hochwanners, des zweithöchsten Berges Deutschlands, und ist über das Gaistal von Leutasch aus erreichbar, über das er einen der besten Blicke bietet. Zustiegsmöglichkeiten existieren von Osten über die Rotmoosalm oder von Westen über das Steinerne Hüttl. Die Gipfelbesteigung ist teilweise ausgesetzt und enthält leichte Kletterstellen bis UIAA I.

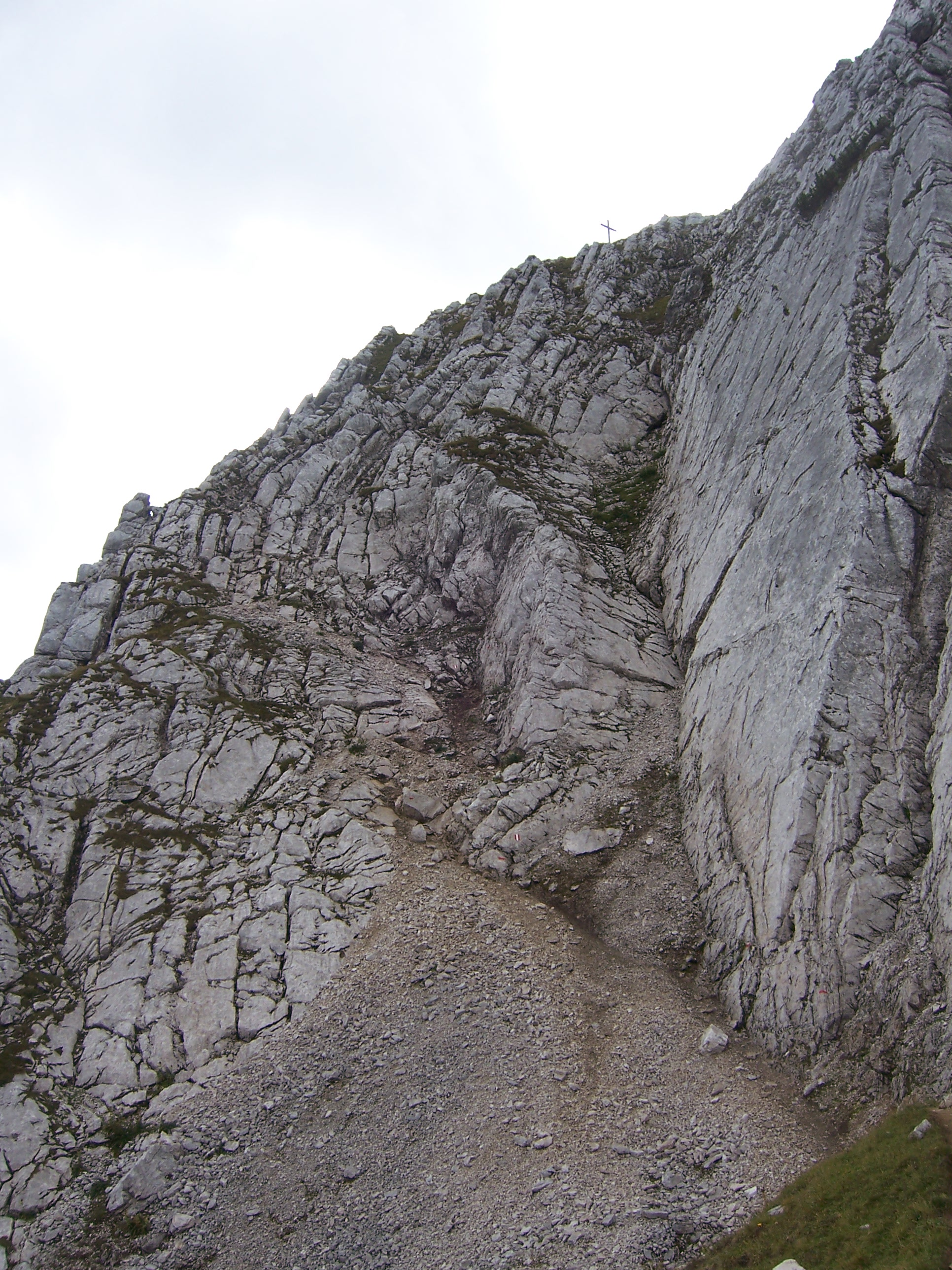
Steig zum Predigtstuhl, Blick von Norden
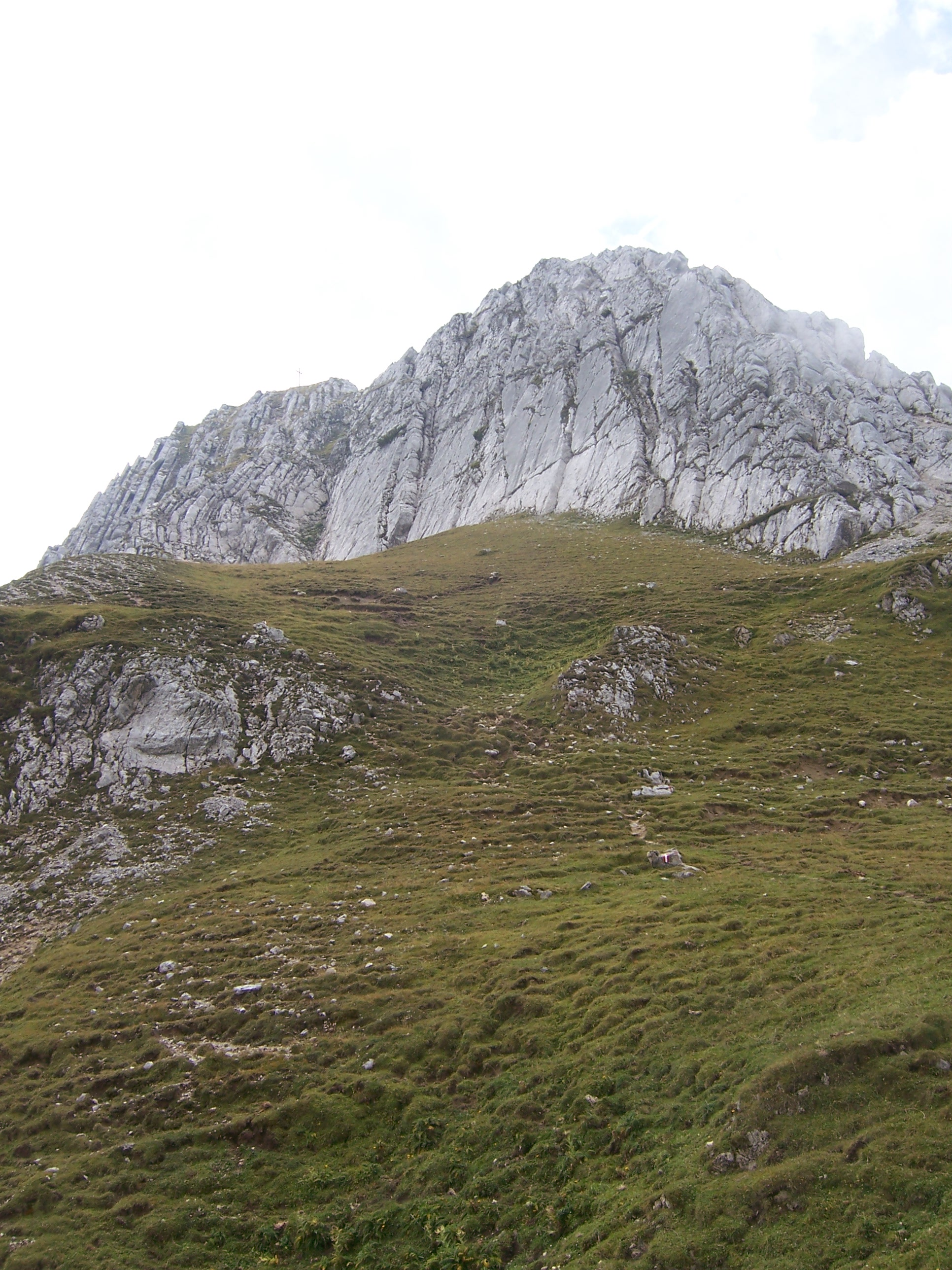
Predigtstuhl, Blick von Norden